# Trött ljus
Trött ljus är en samlande beteckning för flera kosmologiska hypoteser som försöker förklara rödförskjutningen hos avlägsna galaxer med en energiförlust hos ljuset på dess väg från källan till betraktaren i olika typer av statiska universa, i vilka den kosmologiska principen håller över tiden. I den gängse Big Bang-modellen, liksom även i Steady state-teorin, tolkar man istället rödförskjutningen som en effekt av att ljusvågorna töjs på grund av att rymden expanderar. Trött ljus-hypoteser försöker förklara energiförlusten genom växelverkan med materia eller andra fotoner, eller med någon annan mekanism. 
Det publiceras fortfarande kring idén av några få anhängare, men flertalet mekanismer som har föreslagits leder till förutsägelser som inte är förenliga med de astronomiska observationerna. Bland annat kan växelverkan med materia uteslutas, eftersom den skulle leda till en spridning av ljuset som inte har observerats. Däremot stämmer Big Bang-modellen med mörk materia och mörk energi väl överens med de nyaste observationerna av mycket avlägsna galaxer. 

## Idéns historia
Astronomen Edwin Hubble upptäckte 1929 att ljuset från galaxer förskjuts allt mer mot rött, ju längre bort från oss de befinner sig. Om galaxerna rörde sig bort från oss, vore en sådan förskjutning att vänta. Hubble tycks dock aldrig ha accepterat Georges Lemaître's teori att världsalltet som helhet expanderar, som senare ledde fram till såväl Big Bang-modellen som Steady State-modellen. I motsats till vad som ofta påstås lämnade Hubble orsaken till rödförskjutningens avståndsberoende som en öppen fråga.
Vid 1900-talets början hade Max Planck funnit formeln {\displaystyle E=h\nu }, grunden för kvantfysiken. Den säger att elektromagnetiska vågor färdas i odelbara paket och ju högre vågens frekvens är, desto mer energi {\displaystyle E} har paketet. För ljus betyder detta att, om ljuset skulle förlora energi, "tröttas", så kommer frekvensen att förskjutas mot rött. William D. MacMillan var troligen den förste som i samband med att han sökte en lösning på Olbers' paradox (1922) föreslog en mekanism som senare kom att kallas "trött ljus"-hypotesen.
Fritz Zwicky kom redan samma år som Hubble publicerade sina observationer med hypotesen att ljuset förlorar energi i proportion till sin tillryggalagda väg. Han undersökte och förkastade själv några alternativa teoretiska förklaringsmodeller. Senare lovordade även Hubble elegansen hos denna idé i ett brev 1953 till fysikern Robert A Millikan: "Jag instämmer med Er i att hypotesen med trött ljus är enklare och mindre irrationell."[källa behövs]
Själva termen "trött ljus" (engelska tired light) myntades av Richard Tolman i början på 1930-talet.

## Senare arbeten
Ett flertal mekanismer har föreslagits att förklara trött ljus som ett spridningsfenomen. Som iakttagbart fenomen har därmed mitt-rand-variationen i solens rödförskjutning anförts. Bland förslagen finns Comptoneffekten, kvantmekaniska biverkningar (av Louis de Broglie) och effekten av bromsstrålning genom spridning i tunna gasplasman av Paul Marmet.
Trött ljus ansågs som en möjlig kosmologisk delmodell fram till 1960-talet, då den i avsaknad av teoretiskt stöd övergavs av de flesta kosmologer till förmån för Big Bang. I dagens vetenskapliga diskussion spelar trött ljus en undanskymd roll och universums expansion enligt Big Bang gäller som en bättre teori. Andra mekanismer och modeller för kosmologisk rödförskjutning som intrinsic redshift, har föreslagits, men har likaså huvudsakligen historiskt intresse.
Trött ljus-modellen har dock i en jämförande studie av Paul LaViolette från 1986 med traditionella kosmologiska standardtester visat sig bättre svara mot dåtidens observationer än Big Bang.

### Invändningar
Flera senare resultat har genom direkta test visat att LaViolettes modell och andra ad hoc-modeller för trött ljus-inte stämmer med nyare observationella data. Lubin och Sandage (2001) har jämfört trött ljus-förutsägelser för galaxers rödförskjutning med data från Hubbleteleskopet och kommit fram till att trött ljus avviker från data med minst 10 standardavvikelser, dvs. den gängse trött ljus-hypotesen är felaktig i den mening att den inte förklarar galaxers rödförskjutning. Samma slutsats dras av The Supernova Cosmology Project, G. Goldhaber et al (2001), som gjort mätningar av ljuskurvor från supernovor av typ Ia och säger "Detta är ett starkt argument mot alternativa förklaringar, som trött ljus, av rödförskjutningen hos avlägsna objekt". Resultaten baseras dock på traditionellt trött ljus utan tidsdilatation.
De flesta av de argument som framförts mot trött ljus finns samlade och motiverade av UCLA-professorn Ned Wright. De tre huvudargumenten är
- Det finns ingen känd mekanism som kan minska ljusets energi utan att även minska dess rörelsemängd. Detta skulle leda till att avlägsna objekt skulle se suddiga ut, vilket inte observeras.
- Trött ljus kan inte förutsäga den observerade tidsdilatationen av avlägsna supernovors ljuskurvor.
- Trött ljus kan inte producera kosmisk bakgrundsstrålning med ett svartkroppsspektrum.